# Stremț
Stremț (anciennement : Stremți ou Stremțiu, en hongrois : Diód, en allemand : Nussschloss ou Nußschloss) est une commune du județ d'Alba, Roumanie qui compte 2 418 habitants.
La commune est composée de quatre villages : Fața Pietrii, Geoagiu de Sus, Geomal et Stremț.

## Démographie
D'après le recensement de 2011, la commune compte 2 418 habitants, en forte baisse par rapport au recensement de 2002 où elle en comptait 2 822.
Lors de ce recensement de 2011, 96,73 % de la population se déclare roumaine (2,73 % ne déclare pas d'appartenance ethnique).

## Politique
| Période                                  | Période  | Identité           | Étiquette | Qualité |
| ---------------------------------------- | -------- | ------------------ | --------- | ------- |
| Les données manquantes sont à compléter. |          |                    |           |         |
| 2008                                     | En cours | Traian Ștefan Popa | PSD       |         |

| Parti | Parti                        | Sièges |
| ----- | ---------------------------- | ------ |
|       | Parti social-démocrate (PSD) | 7      |
|       | Parti national libéral (PNL) | 4      |